# Thomas Bonar
Thomas Bonar era um comerciante de vinhos que casou com a filha de Andrew Bell, co-fundador da Encyclopædia Britannica junto com Colin Macfarquhar.
Trabalhou junto com o sogro na produção e venda da enciclopédia.